# B-Seite
Die B-Seite ist die Rückseite eines Tonträgers im Single-Format aus der Zeit der Schallplatte. Auf der A-Seite befand sich das Hauptstück, auf der Rückseite ein zusätzliches Stück. Nachdem die Vinylplatten weitgehend durch die (nur einseitig bespielte) Maxi-CD verdrängt wurden, hat der Begriff der B-Seite nur noch historische Bedeutung.

## Beispiele
In seltenen Fällen wurde eine B-Seite sogar populärer als die A-Seite. So war beispielsweise Reinhard Meys Lied Über den Wolken ursprünglich die B-Seite zu Mann aus Alemannia. Weitere bekannte Musikstücke, die ursprünglich nur eine B-Seite waren, sind I Will Survive von Gloria Gaynor (ursprünglich B-Seite von Substitute), Beth von Kiss (ursprünglich B-Seite von Detroit Rock City), I'll Be Around von The Spinners (ursprünglich B-Seite von How Could I Let You Get Away), Maggie May von Rod Stewart (ursprünglich B-Seite von Reason To Believe) und Tequila von The Champs (ursprünglich B-Seite von Train to Nowhere). Das Lied Hoch im Norden von Udo Lindenberg erschien als Single auf der B-Seite, während die A-Seite aus der Langspielplatte Daumen im Wind (produziert von Udo Lindenberg und Thomas Kukuck) ausgekoppelt war.

## Varianten
Auf B-Seiten kann beispielsweise folgendes erscheinen:
- der zweite Teil (Part Two) des auf der A-Seite vorhandenen ersten Teils desselben Songs
- ein weiterer Titel aus dem aktuellen Album des Künstlers
- bislang unveröffentlichte Titel, die beispielsweise nicht in den Stil oder das Konzept des Albums passten
- alternative Versionen der A-Seite oder anderer Titel (Remixe, Instrumental-Versionen, Live-Versionen, anderssprachige Versionen)
- Interviews
- Porträt des Künstlers (dies geschah insbesondere Ende der 1980er Jahre, als die Firma EMI günstigere Varianten zu konventionellen Singles veröffentlichte, sogenannte A-Singles).

Manchmal wurden und werden auch zwei gleichrangige Hauptstücke auf einer Single veröffentlicht, dann spricht man von einer Doppel-A-Seite. Besonders häufig war dies bei den Singles der Beatles der Fall, die bei We Can Work It Out/Day Tripper erstmals in der Popmusik von der Doppel-A-Seite Gebrauch machten, aber auch bei Strawberry Fields Forever/Penny Lane oder Something/Come Together. Ein anderes Beispiel ist die 1977 veröffentlichte Queen-Single We Are the Champions/We Will Rock You. Eine Variante solcher Tonträger sind die sogenannten Split-Singles, die Stücke mehrerer Interpreten enthalten.